# 阿尼斯·巴斯威丹
阿尼斯·拉希德·巴斯威丹（1969年5月7日—），印度尼西亚学者、前印尼教育与文化部长。他在2007年獲任命为雅加达帕拉马迪那大学校长，至2015年卸任。他是志願組織“印度尼西亞教導”（Indonesia Mengajar）的发起人和主席。
在2017年4月19日的雅加达省长选举第二轮投票中，阿尼斯·巴斯威丹以58%的得票率击败谋求连任的省长锺万学，当选第18任雅加达首都特区省长。他在2017年10月16日就职，至2022年10月16日卸任，之後他以獨立身份參加2024年總統選舉。